# 大井ホッケー競技場
大井ふ頭中央海浜公園ホッケー競技場（おおいふとうちゅうおうかいひんこうえんホッケーきょうぎじょう）は、東京都の所有するフィールドホッケー専用スタジアム。陸上競技場などに隣接して、大井ふ頭中央海浜公園スポーツの森内に立地している。

## 施設の概要
2020年東京オリンピックのホッケー競技の開催にあたり、それまで使用していた第一球技場の位置にメインピッチを新設、第二球技場を改修してサブピッチとした。
大会後はホッケーだけでなくフットサルなどの多目的グラウンドとしての利用が見込まれる。